# En wagon (Maupassant)
Pour les articles homonymes, voir En wagon.
En wagon est une nouvelle de Guy de Maupassant, parue en 1885. 

## Présentation générale
"En Wagon" est une nouvelle de Maupassant publiée en 1885 dans le quotidien Gil Blas. Elle a pour sujet principal trois adolescents et un abbé qui voyagent en train, et qui rencontrent une femme qui va être contrainte à accoucher au milieu du trajet.

## Résumé
À Royat, une grave affaire tourmente MMes de Sarcagnes, de Vaulacelles et de Bridoie : comment faire venir de Paris leurs fils, élèves chez les Jésuites, dans un train fréquenté par des femmes suspectes ? La mission est confiée à un jeune prêtre, l'abbé Lecuir. Lors du trajet, l'abbé doit porter assistance à une jeune femme qui met au monde un enfant. Ce qu'il réussit avec bravoure, tout en préservant l'innocence des jeunes garçons.

## Situation d'énonciation
Le narrateur est extérieur à l'histoire, il la raconte à la troisième personne du singulier : "il abaissa lui-même les trois glaces, y plaça les trois têtes".

## Structure narrative et étude des rythmes
L'histoire dure le temps du trajet en train, de la gare de Lyon à Clermont-Ferrand. Il y a une ellipse entre le moment où le bébé nait et l'entrée en gare du train à Clermont-Ferrand: "L'abbé tenait dans ses mains un petit bébé tout nu". 

## Thèmes et registres
Les trois grands thèmes abordés sont:
- La pudibonderie : les enfants ne doivent pas, ni regarder, ni parler aux femmes suspectes du train (qui sont des prostituées) ou encore à la femme qui accouche : "Vous allez passer vos têtes à la portière; et si un de vous se retourne, il me copiera mille vers de Virgile!"
- La satire : Maupassant se moque des mères des adolescents en ajoutant des hyperboles : "Elles ne pouvaient pas, cependant, exposer leurs chers enfants au contact de pareilles créatures" (ici les créatures sont les "femmes suspectes")
- Comique : l'abbé doit faire accoucher une femme enceinte, dans un wagon, sans que les trois jeunes puissent voir quoi que ce soit. Maupassant traite plusieurs registres dans ce thème tels que la religion, la pruderie : " C'était un abbé d'âme droite et simple", "Le pauvre prêtre éperdu, debout devant elle, ne savait que faire, que dire, que tenter, et il murmurait : "Mon Dieu, si je savais, Mon Dieu, si je savais !" Il était rouge jusqu'au blanc des yeux ; et ses trois élèves regardaient avec stupeur cette femme étendue qui criait "

## Personnages
Dans cette nouvelle il y a 8 personnages. Il y a les trois mères des trois adolescents: Mme Desarcagnes, son fils est Roger qui a 15ans; Mme De Vaucelles, son fils est Gontrand qui a 13 ans et Mme De Bridoie, son fils est Roland qui a 11 ans. Il y a aussi l'Abbé Lecuir, qui va accompagner les enfants pendant le trajet et la femme enceinte.  

## Éditions
- Gil Blas, 1885
- Monsieur Parent, recueil paru en 1885 chez l'éditeur Paul Ollendorff.
- Maupassant, Contes et Nouvelles, tome II, texte établi et annoté par Louis Forestier, éditions Gallimard, Bibliothèque de la Pléiade, 1979.